# Stiplet linje
En stiplet linje er en linje, der dannes af forskellige, grafiske tegn med indbyrdes mellemrum. Linjetypen bruges ofte som klippeanvisning.

## Eksternt link
- Stiplet linje (Webside ikke længere tilgængelig)